# Spreegeschwader
Gli Spreegeschwader sono un gruppo musicale hard rock neonazi tedesco formatosi a Berlino nel 1994.

## Formazione
- Alexander Gast - voce, chitarra
- Motte - chitarra (1998-2009)
- Rico Sonnenburg - basso (1996-1998)
- Alexander-Willibald Bahls - batteria

## Discografia

### Album in studio
- 1996 - Eisern Berlin
- 1998 - Orientexpress
- 2003 - Gefangen im System
- 2004 - Einjahrzehnt
- 2017 - Ich bin wieder da

### Album dal vivo
- 1997 - Live in Magdeburg
- 2003 - Live 2002

### Raccolte
- 2001 - Reichshauptstadt - Best of 95-01
- 2005 - Die ersten Jahre ! 1996-1998

### EP
- 1996 - Bleib wie du Bist

### Collaborazioni esclusive
- 1997 - Keep It White, Volume 3 (2 canzoni)
- 2000 - Blood & Honour Brandenburg (1 canzone)
- 2003 - White Covers: A Tribute... (2 canzoni)
- 2003 - White Covers: ...To Landser (1 canzone)
- 2004 - Hier Tobt der Bär (2 canzoni come Spreegeschwader, 2 come Allstars)
- 2009 - Gefahr im Verzug (1 canzone come GWS e 2 canzoni come Spirit of 88)
- 2011 - Tribute to Triebtäter (2 canzoni come Spirit of 88)

### Progetto parallelo Spirit of 88
(Progetto solista di  Alexander Gast, che canta e suona tutti gli strumenti)
- 2000 - White Power Skinheads
- 2005 - Totale Kontrolle